# Dasythrix inornata
Dasythrix inornata là một loài ruồi trong họ Asilidae. Dasythrix inornata được Loew miêu tả năm 1851.